# Crepis suffreniana
Crepis suffreniana là một loài thực vật có hoa trong họ Cúc. Loài này được (DC.) Steud. mô tả khoa học đầu tiên năm 1821.